# Arrondissement d'Erlangen-Höchstadt
L'arrondissement d'Erlangen-Höchstadt  est un arrondissement  ("Landkreis" en allemand) de Bavière   (Allemagne) situé dans le district ("Regierungsbezirk" en allemand) de Moyenne-Franconie. 
Son chef lieu est Erlangen, bien que la ville ne fait pas partie de l'arrondissement.

## Villes, communes & communautés d'administration
(nombre d'habitants en 2006)
| Städte 1. Baiersdorf (7 105) 2. Herzogenaurach (22 984) 3. Höchstadt an der Aisch (13 447) Märkte 1. Eckental (14 074) 2. Heroldsberg (7 467) 3. Lonnerstadt (1 977) 4. Mühlhausen (1 704) 5. Vestenbergsgreuth (1 615) 6. Wachenroth (2 152) 7. Weisendorf (6 199) Verwaltungsgemeinschaften 1. Aurachtal avec les communes membres Aurachtal et Oberreichenbach 2. Heßdorf avec les communes membres Großenseebach et Heßdorf 3. Höchstadt an der Aisch avec les communes membres Gremsdorf, Lonnerstadt (Markt), Mühlhausen (Markt), Vestenbergsgreuth (Markt) et Wachenroth (Markt) Siège dans la commune n'appartenant pas à la Verwaltungsgemeinschaft de Höchstadt an der Aisch 4. Uttenreuth avec les communes membres Buckenhof, Marloffstein, Spardorf et Uttenreuth | Gemeinden 1. Adelsdorf (7 225) 2. Aurachtal (2 985) 3. Bubenreuth (4 505) 4. Buckenhof (3 275) 5. Gremsdorf (1 510) 6. Großenseebach (2 383) 7. Hemhofen (5 242) 8. Heßdorf (3 553) 9. Kalchreuth (3 041) 10. Marloffstein (1 597) 11. Möhrendorf (4 418) 12. Oberreichenbach (1 212) 13. Röttenbach (4 568) 14. Spardorf (1 966) 15. Uttenreuth (4 625) Gemeindefreie Gebiete (102,72 km², tous inhabités) 1. Birkach (3,25) 2. Buckenhofer Forst (8,76) 3. Dormitzer Forst (10,18) 4. Erlenstegener Forst (11,78) 5. Forst Tennenlohe (10,81) 6. Geschaidt (8,49) 7. Kalchreuther Forst (6,11) 8. Kraftshofer Forst (12,17) 9. Mark (20,98) 10. Neunhofer Forst (10,18) |